# Ireån
Ireå is een van de (relatief) kleine rivieren op het Zweedse eiland Gotland. In tegenstelling tot de twee grotere rivieren Gothemsån en Snoderån wordt het niet apart genoemd in de lijst van afwateringsrivieren in Zweden, terwijl het noch tot de een noch tot de andere behoort. Het riviertje begint in het noorden van Gotland, stroomt noordwaarts naar en door het Tingstädeträsk en mondt uiteindelijk bij Irevik in de Oostzee. Het riviertje is circa 17 km lang.